# Fort Smith (Montana)
Fort Smith é uma Região censo-designada localizada no estado americano de Montana, no Condado de Big Horn.

## Demografia
Segundo o censo americano de 2000, a sua população era de 122 habitantes.

## Geografia
De acordo com o United States Census Bureau tem uma área de
3,8 km², dos quais 3,1 km² cobertos por terra e 0,7 km² cobertos por água.

## Localidades na vizinhança
O diagrama seguinte representa as localidades num raio de 52 km ao redor de Fort Smith.